# معهد البحوث البيئية والتغيرات المناخية (مصر)
معهد البحوث البيئية والتغيرات المناخية معهد أنشئ لهدف تقييم آثار التغيرات المناخية على البيئة والموارد الطبيعية وخاصة الموارد المائية وتأثيرها على الاحتياجات المائية للأنشطة المختلفة وغيرها من الأهداف المتعلقة بالموارد البئية.

## تاريخ
أنشئ معهد بحوث التغيرات المناخية وأثارها البيئية عام 1994، وهو يمثل أحدث الاضافات المؤسسية إلى البناء التنظيمى للمركز القومى لبحوث المياة.
وذلك لدراسة تأثير التغيرات المناخية والبيئية على الموارد المائية.

## أهداف إنشاء المعهد
- تقييم آثار التغيرات المناخية على البيئة والموارد الطبيعية وخاصة الموارد المائية وتأثيرها على الاحتياجات المائية للأنشطة المختلفة .
- إعداد الاستراتيجيات الوطنية للتكييف والتأقلم مع التغيرات المناخية .
- دراسة وتقييم الآثار البيئية لمشروعات الموارد المائية ومشروعات التنمية .
- تطوير استراتيجيات فعالة للإدارة البيئية المثالية لكمية ونوعية الموارد المائية في ظل التغيرات المناخية .
- تحديد التحديات البيئية والاثار السلبية لمشروعات التنمية واقتراح السياسات والحلول لمجابهتها .
- التعاون من الجهات المعنية لرفع الوعى البيئي وإعمال قانون البيئة .
- تقديم المشورة الفنية والعلمية لصانعى السياسات ومتخذى القرارات في المجالات ذات الصلة بتقييم الاثر البيئي والتغيرات المناخية ونوعية المياة .

## الأقسام البحثية
- قسم الدراسات البيئية.
- قسم التغيرات المناخية.
- قسم الموارد المائية غير التقليدية.